# Psychosomatika
Psychosomatika jako pojem má svůj původ ve starověké řečtině a to z dvou slov „psyché“ – duše a „soma“ – tělo. Její úlohou je zkoumat vztahy mezi těmito dvěma slovy a to hlavně z vlivu psychických funkcí a pochodů na organizmus (Jan Poněšický, 2002).
Psychologické faktory somatických onemocnění zkoumá i psychosomatická medicína, která potvrdila vztah mezi tělesným stavem a psychickou i emocionální složkou osobnosti pacienta. 
Psychosomatická medicína se zabývá především těmi onemocněními, v jejichž vzniku hraje psychika pacienta významnou/zásadní roli.
Na základě informací získaných od pacienta, z jeho chování a reakcí na terapii lékař analyzuje, jakou roli mohla psychika pacienta sehrát ve vzniku onemocnění. Pokud se domnívá, že je významná, volí spolupráci s klinickým psychologem, psychoterapeutem či lékařem-specialistou na psychosomatickou léčbu. Nejedná se o využití metod alternativní medicíny, ale o terapii, kdy jsou biomedicínské postupy doplněny o cíleně volené psychoterapeutické metody, fyzioterapii apod.
V širším slova smyslu pojem označuje komplexní pohled na člověka a jeho zdraví, protože zdraví, vymezení choroby, zdravotní a funkční stav jsou podmíněné nejen tělesně, ale také duševně, sociálně, zvyklostmi dané společnosti, vlivy a nároky prostředí. Z toho vyplývá, že psychosomatika je podmíněna biopsychosociálně. Tento model do písemné formy zavedl George L. Engel. Obsahuje principy multifaktoriality a systémový přístup. Multifaktoriální pohled mluví o několika příčinách vzniku nemocí. To pomáhá objasnit vznik psychosomatických chorob, kdy příčinou nejsou jen různé psychosociální faktory, ale jsou k nim přidružené i další. Systémový přístup mluví o jevech, které jsou komplexní ve svých vnitřních a vnějších souvislostech, při čem na řešení problémů používá kombinaci metod (Baštecký a kol.,1993).
Při vysvětlení pojmu psychosomatika se odborníci většinou opírají o tři teorie: psychoanalytická teorie, teorie stresu a cerebroviscerální teorie.

## Psychoanalytická teorie
Psychoanalytická teorie vychází ze studia vnitřních myšlenek člověka a jeho přizpůsobení vnějšího světa i svých vnitřních pudů. Používá původem psychoanalytické slovo konverzi.

### Konverze
Vysvětluje vliv duševních zážitků na tělo. Je vyjádřením emočního konfliktu, který se přenáší do somatické sféry a projevuje se jako somatické onemocnění (někdy též jako útěk nebo únik od řešení psychického problému do tělesné nemoci). Z této teorie vycházejí dvě důležité koncepce – alexitymie a hopelessness-helplessness (beznaděj – bezmocnost).

### Alexitymie
Alexitymie je snížená schopnost rozpoznávat, sdílet a nebo regulovat svoje emoce, s výjimkou bolesti, jejíž fyzickou příčinu se její nositel snaží odstranit. Na úrovni osobnosti se alexitymie projevuje dvěma kognitivními styly rozpoznávání konfliktu: 1. represe (potlačování) jako adaptace pomocí vyhýbání se konfliktům resp. potlačením hrozby, a 2. senzitizace (citlivost), způsobující přeceňování konfliktu.

### Hopelessness-helplessness
Hopelessness-helplessness (beznadějnost-bezradnost) jako zážitkový syndrom zahrnuje i behaviorální ekvivalent, který je charakteristický útlumem pohybu a fyziologických funkcí. „Zážitek“ obsahuje:
1. bolestivý pocit bezmocnosti a beznaděje tváří v tvář určité situaci,
2. subjektivní pocit snížené schopnosti situaci řešit,
3. pocit ohrožení a menšího uspokojení ve vztazích k ostatním a z role ve společnosti
4. ztráta souvislosti mezi minulostí a budoucností, snížená schopnost naděje a důvěry
5. tendence oživovat a opět prožívat předcházející deprivace a selhání

## Psychosomatika a film
Dokumentární film Hranice v psychosomatice režiséra Miloslava Nováka, který byl oceněn jako Nejlepší český film v oblasti přírodních věd na 45. ročníku mezinárodního filmového festivalu Academia film Olomouc, je provokativní sondou do uznávaného medicínského oboru s bohatou historií, leč nejistou budoucností.
Hranice v psychosomatice rozhodně stojí za vidění. Film, který se věnuje odvěkému problému – co je to vlastně nemoc – a jeho moderní podobě: jestli léčit jen tělo, nebo také duši. Výborná je práce režiséra s vědci a lékaři, kteří, ač neherci, se ve filmu stávají přesvědčivě ztvárněnými postavami příběhu o tom, zda je duše pouhým produktem fyzikálně-chemických pochodů v mozku a nakolik nás v dospělosti ovládají a ničí traumata z dětství. Příběhu s nejednoznačným vyzněním.
'Film byl také oficiálně uveden jako zahajovací snímek nejstaršího amerického festivalu filmů se zdravotnickou tematikou, pořádného v rámci 139. konference APHA (American Public Health Association), sdružující více než 30 tisíc členů a 23 odborných společností po celém světě.'

## Psychosomatika a zdraví
Corticoviscerální teorie vychází z Pavlova a jeho učení o podmíněných reflexech. Existují tu vzájemné vztahy mezi vyšší nervovou činností a somatickými a vegetativními funkcemi organizmu. Faktory vyvolávající chorobu jsou v tomto případě většinou negativní dlouhotrvající a intenzivní emoce. Jejich negativní vliv se projevuje vznikem poruch normálních vztahů mezi mozkovou kůrou a podkůrovými centry. Kvůli těmto poruchám potom vznikají složité onemocnění. Do tohoto vztahu zasahuje i endokrinní systém, který podmiňuje stálost a trvání chorobných změn v činnosti vnitřních orgánů. A teorie stresu se zaobírá negativním působením stresu na organismus.
Mezi pojmy psychosomatika, zdraví a choroba je úzká souvislost, proto je potřebné definovat i tyto dva pojmy.
Podle Davida Seedhouse (1995) se dá zdraví definovat různými způsoby závisícími i od samotného člověka, který zdraví definuje a závisí to i od jeho povolání. Definice zdraví se však neměnila jen vzhledem na historii a vývin lidských profesí a odvětví společnosti, ale taky vzhledem na historické mezníky.
Podle Bohumily Baštecké a Petra Goldmanna (2001) je zdraví spojením čtyř hlavních oblastí: těla, osobnosti, vztahů a ducha. Tyto složky jsou chápané jako systém, který je integruje. Taktéž uvádějí souhrn teorií Davida Seedhouse z roku 1986. První teorie pojímá zdraví jako ideální stav. Druhá teorie ho vymezuje jako úroveň tělesné a duševní zdatnosti umožňující každodenní činnost, a jestliže nesplní tuto úroveň, musí se přizpůsobit roli nemocného. Další teorie mluví o zdraví jako o určitém druhu zboží, s nímž je možné libovolně manipulovat v rámci obchodních transakci. Poslední teorii z jeho souhrnu tvoří soubor menších teorií, které považují zdraví za osobní sílu či určitou schopnost těla, intelektu a nebo metafyziky. Podle Jara Křivohlavého (2001) existuje těchto teorií až sedm:
1. Zdraví je pojato touto teorií jako synonymum pro určitý druh síly různé intenzity, která může být oslabována a nebo znovu získaná a která pomáhá člověku překonávat překážky.
2. Zdraví zosobňuje vnitřní duchovní sílu, která bývá pojmenována i jako schopnost přizpůsobení a nebo vitalita projevující se až v zátěžových situacích za účelem dosahování vyšších cílů.
3. Zdraví je charakterizované jako odolnost člověka, která chápe životní úlohy jako výzvy.
4. Vyjadřuje schopnost člověka spojit a přizpůsobit prostředí a životní styl.
5. Představuje integraci dobré tělesné kondice, duševní pohody a určité připravenosti.
6. V tomto pojetí zobrazuje zdraví hmotný majetek či statek, který člověk používá. Může být ve formě lékařského zákroku, léčiv a nebo léčebných kúr.
7. Zosobňuje biopsychosociální strukturu a nejen jako nepřítomnost chorobných příznaků.

Z těchto sedmi teorií vytvořil Jaro Křivohlavý svoji vlastní definici zdraví: „Zdraví je celkový (tělesný, psychický, sociální a duševní) stav člověka, který mu umožňuje dosahovat optimálně kvality života a není překážkou osobnímu snažení druhých lidí.“
Zdravý člověk má podle Ericha Fromma tzv. produktivní charakter, který dává možnost pomalému rozvíjení všech schopností a predispozicí. A důležité jsou i lidské potřeby a jejich efektivní uspokojení.
Dalším pojmem je onemocnění neboli choroba, které se snaží lidi vyhnout, protože je spojená s různými nepříjemnostmi. Každý člověk se bojí onemocnět, protože tím vždy o něco přichází. Z biologického, respektive somatického pohledu může dojít k úbytku sil, příčinou čeho se člověk stává indisponovaný v rámci různých fyzických aktivit. Co se psychiky týká, tak se každý snaží vyvarovat psychické únavy, či vyčerpanosti, ale i negativismu. Nemoc samozřejmě ovlivňuje i sociální prostředí člověka pro možnost odmítnutí kontaktu s jinými lidmi, ale i pro možnou práceneschopnost a tím nedostatek finančních prostředků. Důležité je však i existencionální hledisko související s možným omezením seberealizace.
„Onemocnění je syndrom se známou příčinou, průběhem a nebo patofyziologickým mechanizmem.“ (Baštecká, Goldmann, 2001)
Aby mohla být nemoc lékařsky uznanou nozologickou jednotkou (nozologie – nauka o třídění nemocí) měla by mít začátek, průběh a konec se specifickými symptomy sdružovaných do syndromů. Lester King (1954) nabízí tuto definici choroby: „Choroba je souhrn těchto podmínek, které měříme v rámci převládající kultury, které jsou touto kulturou považované za zneschopňující a současně se odklánějí od statistické normy a nebo od idealizovaného statusu.“
Definice tohoto pojmu se stejně jako definice zdraví měnila vlivem doby, prostředí ale i vzděláním. Kdysi byla projevem kouzel, či nepřejícnost bohů a dnes má stejně jako zdraví biopsychosociální charakter. Existují různé modely nahlížení na vztah mezi pojmy zdraví a nemoc. Některé z nich uvádí Bohumila Baštecká a Petr Goldmann (2001):
1. Biomedicínský: Chápe nemoc na somatickém(tělesném) základě jako důsledek poruchy tkaní a buněk a zdraví je jen absencí choroby.
2. Psychologický: Integruje v sobě čtyři odbory a to psychosomatickou medicínu, behaviorální medicínu, lékařskou psychologii a psychologii zdraví.
3. Sociologický: Nemoc tu představuje společenský problém týkající se sociálních rolí, očekávání a norem.
4. Sociálně-ekologický: V tomto případě je choroba jakousi odchylkou od systému, v kterém se člověk i společnost nacházejí.
5. Celostně-alternativní: Odvolává se na systémy jiných kultur.

Pro shrnutí tedy, vnitřní rovnováhu člověka a jeho fyzické zdraví ovlivňují tři faktory:
1. exogenní vlivy – prostředí v tom nejširším slova smyslu. Tento faktor může člověk měnit jen omezeně.
2. endogenní vlivy – složení a kvalita naší stravy, celková životospráva, vrozené predispozice a aktivita člověka. Tento faktor může člověk skoro úplně měnit.
3. emoce a myšlenky – toto je oblast, kterou člověk může mít úplně pod svojí kontrolou, i když si to vyžaduje určitý trénink.

Z toho vyplývá, že člověk může aspoň z části ovlivňovat svoje zdraví a to např. dobrými stravovacími návyky, udržováním tělesné kondice a nebo relaxem, či jinými metodami, kterými si může pomoct, když prostředí okolo je možné měnit jen minimálně. Oběťmi psychosomatických onemocnění jsou většinou pesimističtí a introvertní lidé, kteří mají záporný vztah k sobě i jiným a mají na sebe příliš velké nároky. Takový člověk pociťuje hodně negativních myšlenek a emocí a není schopný se s nimi někomu lehce svěřit.
I podle Bernarda Danzera (2001) je komunikace a otevřenost člověka důležitá pro jeho zdraví. Mluví i o specifickém prostoru a čase člověka, které jsou též důležité pro jeho osobní rozvoj. „Zdraví je tedy výrazem nerušeného a neovlivnitelného prostorového bytí ve světě. Choroba vzniká tehdy, když se individuální prostor člověka trvale smršťuje a chřadne.“ A je též projevem toho, když si „člověk utváří přítomnost na základě jím zvolených plánů budoucnosti a přitom hodnotí svoji minulost jako zkušenost.“ (Danzer, 2001)
Důležitý pro člověka je i pohyb, jeho celková aktivita, koordinace pohybů a z toho později vyplývající koordinace svého chování, to znamená celková seberegulace a též postoj člověka k sobě samému.

## Osobnost a vznik psychosomatických poruch
V současnosti je člověk stále v interakci s jinými lidmi. V této interakci každý člověk reaguje jinak. Každý z nás má různé postoje, zájmy, vlastnosti a schopnosti, které v rámci interakce aplikujeme. Na světě se nenajdou dva lidé, kteří by měli stejné chování, ale jsou určité vlastnosti a schopnosti specifické pro určitou osobnost. Stejně i člověk s psychosomatickým onemocněním má většinou některé vlastnosti, které předpokládají větší náchylnost k těmto onemocněním.
Důraz se klade na postoje člověka k určitým situacím. Například k situaci náhlé nezaměstnanosti může osoba zaujmout různý postoj, který je zjednodušeně negativní a pozitivní. Vždy existuje více možností se se situací vyrovnat, člověk se jí může poddat a nebo s ní bojovat, nechat se situací ovlivnit a nebo ovlivnit ji. Hodně záleží na schopnosti člověka bojovat s překážkami.
Jak už bylo řečeno, ohroženi jsou nejvíce lidé častěji podléhající depresím a anxiozním pocitům, ale i ti kteří mají problémy projevit svoje pocity.
Při různých psychosomatických onemocnění je přítomný i pocit méněcennosti, negativní vztah k vlastní osobě. I určité osobností rysy jako např. perfekcionismus je přítomný při psychosomatických onemocněních, v tomto případě hlavně při bulimii a anorexii.